# 激れ!ミッチー
「激れ!ミッチー」（げきれミッチー）は、1979年にリリースされた三橋美智也のスタジオ・アルバム。

## 解説
- ゴールデンアロー賞特別賞受賞を記念して出された。「三橋美智也もう一つの世界」というサブタイトルが付き、ヴォーカル4曲・インストルメンタル4曲の計8曲が収録されている。
- 得意とする民謡調の曲ではなく、ディスコサウンドに三橋が挑戦する内容となっている。
- アルバム名の「激れ!」は、三橋が当時出演していた東洋水産のカップ麺「激めん」のキャッチフレーズである。

## 収録曲

### 第1面
1. 噂のディスコボーイ
  - 作詞:ゆうき詩子／作曲・編曲:佐藤ひろし
2. ディスコ天国
  - 作詞:ゆうき詩子／作曲・編曲:佐藤ひろし

歌詞の中に当時のアイドル歌手の名前（1番はピンク・レディー[1]と榊原郁恵、2番は新御三家（西城秀樹[2]、野口五郎[3]、郷ひろみ）、3番は花の中三トリオ[4]（山口百恵[5]、森昌子[6]、桜田淳子））が織り込まれている。
3. ヒミコふぃーばぁー
  - 作詞:吉田健美／作曲:武市昌久／編曲:高田弘
4. むーんさると和尚さん
  - 作詞:吉田健美／作曲:武市昌久／編曲:高田弘

### 第2面
1. ディスコじょんからぶし
  - 作曲・編曲:高田弘
2. ミッチーと踊ろう
  - 作曲:近田春夫／編曲:高田弘
3. GO.GO.MITCHIE!
  - 作曲:近田春夫／編曲:高田弘
4. 三味線ふぃーばぁー
  - 作曲・編曲:高田弘